# Cetartiodactyla
A Cetartiodactyla egy magasabb szintű taxon volt, amely magába foglalta a ceteket (Cetacea) és a párosujjú patásokat (Artiodactyla). Korábban úgy vélték, hogy a tengeri emlősök önálló rendet alkotnak, de későbbi kutatásokból kiderült, hogy közös őssel rendelkeznek, ezért létrehozták ezt a monofiletikus csoportot, nevét a két rend, a Cetacea és az Artiodactyla nevének egy szóba sűrítéséből hozták létre. 
A 20. század végére már sokkal pontosabban sikerült meghatározni a cetek törzsfejlődését: a vízilófélék (Hippopotamidae) családjának és a ceteknek van közös őse, így számukra létrehozták a Whippomorpha alrendet, és a cetek ennek alrendága lett, tehát a legújabb rendszerezés szerint a Cetartiodactyla nevű csoport az Artiodactyla (párosujjú patások) szinonimája lett, azaz érvényét vesztette.